# Asaccus
Asaccus – rodzaj jaszczurek z rodziny Phyllodactylidae.

## Zasięg występowania
Rodzaj obejmuje gatunki występujące w południowo-zachodniej Azji (Turcja, Irak, Iran, Syria, Oman i Zjednoczone Emiraty Arabskie).

## Systematyka
Rodzaj zdefiniowała w 1973 roku para amerykańskich herpetologów (James Ray Dixon i Steven Clement Anderson) w artykule poświęconym nowemu rodzajowi i gatunkowi gekonów z Iranu i Iraku opublikowanym w czasopiśmie Bulletin of the Southern California Academy of Sciences. Gatunkiem typowym jest (oryginalne oznaczenie) Asaccus elisae.

### Etymologia
Asaccus: łac. negatywny przedrostek a; saccus ‘worek’, od gr. σακκος sakkos ‘wór’.

### Podział systematyczny
Do rodzaju należą następujące gatunki:
- Asaccus andersoni Torki, Fathinia, Rostami, Gharzi & Nazari-Serenjeh, 2011
- Asaccus arnoldi Simó-Riudalbas, Tarroso, Papenfuss, Al-Sariri & Carranza, 2017
- Asaccus authenticus Nazarov, Nabizadeh, Rajabizadeh, Melnikov, Volkova, Poyarkov & Rastegar-Pouyani, 2024
- Asaccus barani Torki, Ahmadzadeh, Ilgaz, Avci & Kumlutaş, 2011
- Asaccus caudivolvulus Arnold & Gardner, 1994
- Asaccus elisae (Werner, 1895)
- Asaccus gallagheri (Arnold, 1972)
- Asaccus gardneri Carranza, Simó-Riudalbas, Jayasinghe, Wilms & Els, 2016
- Asaccus griseonotus Dixon & Anderson, 1973
- Asaccus ingae Eiselt, 1973
- Asaccus iranicus Torki, Ahmadzadeh, Ilgaz, Avci & Kumlutas, 2011
- Asaccus kermanshahensis Rastegar-Pouyani, 1996
- Asaccus kurdistanensis Rastegar-Pouyani, Nilson & Faizi, 2006
- Asaccus margaritae Carranza, Simó-Riudalbas, Jayasinghe, Wilms & Els, 2016
- Asaccus montanus Gardner, 1994
- Asaccus platyrhynchus Arnold & Gardner, 1994
- Asaccus saffinae Afrasiab & Mohamad, 2009
- Asaccus zagrosicus Torki, Ahmadzadeh, Ilgaz, Avci & Kumlutas, 2011